# گران کول-دو-سک
گران کول-دو-سک (به فرانسوی: Grand Cul-de-Sac) یک منطقهٔ مسکونی در فرانسه است که در سن بارتلمی در کارائیب واقع شده‌است.